# Ewa Kopacz
Ewa Bożena Kopacz (n. 3 decembrie 1956, Skaryszew) este o politiciană poloneză, care servește ca membru și președinte al Seimului, camera inferioară a parlamentului Republicii Poloneze. Din noiembrie 2007 până în 2011 a fost ministru al sănătății. Este membră a Platformei Civice din 2001, anul în care a fost aleasă și pentru prima dată deputat. Ulterior a fost realeasă în 2005, în 2007 și în 2011.
În perioada 22 septembrie 2014 - 16 noiembrie 2015 a fost prim-ministru al Poloniei, succesoare a lui Donald Tusk.